# Eduard Vogel von Falckenstein
Eduard Vogel von Falckenstein (ur. 5 stycznia 1797 we Wrocławiu, zm. 6 kwietnia 1885 w Lubsku) – pruski generał piechoty.
Od 1864 szef sztabu i wódz armii jutlandzkiej w wojnie z Danią. Od 1866 dowódca Armii Menu w czasie kampanii nad Menem. W końcowym okresie wojny prusko-austriackiej gubernator wojskowy Czech. Za swoje zasługi otrzymał znaczną gratyfikację pieniężną.
Po zakończeniu działań wojennych został dowódcą I Korpusu Armii z stacjonującego w Królewcu. W 1867 wybrany deputowanym do Reichstagu Związku Północnoniemieckiego z okręgu Królewiec, czynny przy reformie Niemieckiego Związku Celnego. W czasie wojny francusko-pruskiej został mianowany od 1870 generalnym gubernatorem prowincji nadmorskich z siedzibą w Hanowerze, z zadaniem zorganizowania obrony wybrzeża.

## Odznaczenia
- Krzyż Wielki Orderu Orła Czerwonego z liśćmi dębu i mieczami (Prusy)
- Order Królewski Korony I klasy z mieczami zw wstęgą Orderu Orła Czerwonego (Prusy)
- Kawaler Orderu Hohenzollernów III klasy (Prusy)
- Krzyż Żelazny II klasy (Prusy)
- Krzyż Wielki Orderu Zasługi Filipa Wspaniałomyślnego (Hesja)
- Krzyż Zasługi Wojennej (Meklemburgia)
- Krzyż Wielki Orderu Zasługi Adolfa Nassauskiego (Nassau)
- Krzyż Wielki Orderu Leopolda z dekoracją wojenną (Austro-Węgry)
- Kawaler Orderu Korony Żelaznej I klasy (Austro-Węgry)
- Wielki Komandor Orderu Domowego i Zasługi (Oldenburg)
- Order Świętego Jerzego V klasy (Imperium Rosyjskie)
- Order Świętej Anny II klasy (Imperium Rosyjskie)
- Order Świętego Stanisława I klasy (Imperium Rosyjskie)
- Krzyż Wielki Orderu Alberta (Saksonia)
- Krzyż Wielki Orderu Fryderyka (Wirtembergia)

Opracowano na podstawie źródła.